# Smyrna, Georgia
Smyrna är en stad i Cobb County, Georgia, USA med 40 999 invånare år 2000.